# 위걸스
위걸스(영어: WeGirls)는 대한민국의 걸 그룹이였다.

## 수상
- 2018년 제2회 KY 스타 어워즈 아이돌 유망주 부문 (수상)
- 2019년 대한민국 사회공헌대상 사회공헌부문 (수상)
- 2019년 대한민국 한류대상 Global Rising Star상 (수상)